# Prix Feydeau-de-Brou
Le prix Feydeau-de-Brou est un ancien prix de l'Académie française, destiné à récompenser l'auteur d'un ouvrage d'histoire ou de sociologie. Créé en 1946, ce prix a été décerné de 1952 à 1988.

## Liste des lauréats
- 1952 
  - Henri d'Acremont - Éléonore de Bergh
- 1954 
  - Frédéric Barbey - Libertés vaudoises
  - Jean de La Trollière - Les chevaux-légers de la garde du Roy
  - Jean-Tiburce de Mesmay - Une maison franc-comtoise au cours de cinq siècles d’Histoire
  - Roger de Montmort - Les chevaux-légers de la garde du Roy
  - Pierre Tartat - Avallon au XVIIIe siècle
- 1958 
  - André Ploix - Verneuil, château royal oublié
- 1960 
  - Paula Hoesl - Madame Molé de Champlatreux
  - Marquis de Lordat - Les Peyrenc de Moras
- 1962 
  - Pierre Blet - Le Clergé de France et la Monarchie
- 1964 
  - Jacques Proust - Diderot et l’Encyclopédie
- 1966 
  - Pierre Chevallier - Les Ducs sous l’Acacia
  - Robert Christophe - Mademoiselle de Sombreuil
- 1968 
  - François Bluche - Les magistrats du Grand Conseil au XVIIIe siècle
- 1970 
  - Bruno Neveu - Sébastien Joseph du Cambout de Pontchâteau (1634-1690) et ses missions à Rome
- 1972 
  - Yves Durand - Les fermiers généraux au XVIIIe siècle
- 1974 
  - François Bluche - La vie quotidienne de la noblesse française au XVIIIe siècle
- 1976 
  - Ghislain de Diesbach - Histoire de l’Émigration
  - Lucien Laugier - Un ministre réformateur sous Louis XV. Le Triumvirat (1770-1774)
  - François Lebrun - La vie conjugale sous l’Ancien Régime
  - René Pillorget - Les mouvements insurrectionnels de Provence entre 1596 et 1715
- 1978 
  - Jean Nicolas - La Savoie au XVIIIe siècle : noblesse et bourgeoisie
  - Jean-Charles Varennes - Anne de Bourbon, roi de France
  - Michel Vergé-Franceschi - La Royale au temps de l’amiral d’Estaing
  - Jacques Wilhem - La vie quotidienne des parisiens au temps du roi Soleil
- 1980 
  - Jean-Denis Bredin - Joseph Caillaux
  - Michel de Decker - La Princesse de Lamballe : Mourir pour la reine, Paris, Pygmalion-G. Watelet, 1999, 293 p.  (ISBN 9782857045854)
  - Christine Martineau - Édition de la correspondance de Guillaume Briçonnet et Marguerite d’Angoulême (1521-1524)
  - Renée Nicolas - La vie quotidienne en Savoie aux XVIIe et XVIIIe siècles
  - Jean Noirot - Le département de l’Yonne comme diocèse
  - René Pillorget - La Tige et le Rameau (Familles anglaise et française, XVIe – XVIIIe siècles)
  - Michel Veissière - Édition de la correspondance, de Guillaume Briçonnet et Marguerite d’Angoulême (1521-1524)
- 1982 
  - Pierre Aubé - Baudouin IV de Jérusalem, le roi lépreux
  - Jacques Jourquin - Voyages dans l’Amérique septentrionale dans les années 1780, 1781 et 1782 de François-Jean de Chastellux
  - Jean-Christian Petitfils - Le véritable d’Artagnan
- 1984 
  - André Bendjebbar - La vie quotidienne en Anjou au XVIIIe siècle
  - Jacques Brosse - Les tours du monde des explorateurs. Les grands voyages maritimes 1764-1843
- 1986 
  - Jean Lessay - Washington ou la grâce républicaine
- 1988 
  - Michel Carmona - Une affaire d’inceste